# ドラゴン・スレイヤー 伝説の勇者パラディン
『ドラゴン・スレイヤー 伝説の勇者パラディン』（ドラゴン・スレイヤー でんせつのゆうしゃパラディン、原題：Dawn of the Dragonslayer）は、2011年9月25日に公開されたアメリカ合衆国のファンタジー映画。監督・脚本はアン・ブラック、主演はリチャード・マクウィリアムズ、ニコラ・ポースナーらが務めている。
日本では劇場未公開。2012年3月2日にトランスフォーマーから日本語吹替版のDVD（TMSS-224/レンタル:TMSD-306/LBXC-530）が発売された。パッケージのキャッチコピーは「その炎は、希望さえも焼き尽くす——。」。他にも同タイトル作『ドラゴン・スレイヤー』と『ドラゴン・スレイヤー 炎の竜と氷の竜』が有り、ストーリーに関連性は見られない。

## キャスト
- ウィル - リチャード・マクウィリアムス
- ケイト - ニコラ・ポースナー
- ローガン - フィリップ・ブロディ
- 男爵 - イアン・カレン

## スタッフ
- 監督：アン・ブラック
- 製作：ジェニファー・グリフィン、キーナン・グリフィン、ジャスティン・パートリッジ
- 脚本：アン・ブラック、キーナン・グリフィン、ジャスティン・パートリッジ
- 撮影：タイ・アーノルド
- 編集：コール・グラス
- 音楽：パヌ・アールティオ
- 視覚効果：マット・ホフマン